# 尾上眞秀
尾上 眞秀（おのえ まほろ、2012年9月11日 - ）は、日本の俳優、歌舞伎役者。屋号は音羽屋。定紋は重ね扇に抱き柏。本名は寺嶋 眞秀（てらじま まほろ）。

## 来歴・人物
東京都出身。アプティパ、松竹エンタテインメント所属。
父はフランス人アートディレクターのローラン・グナシア。母は女優の寺島しのぶ。叔父は八代目尾上菊五郎。祖父は七代目尾上菊五郎。祖母は女優・司会者の富司純子という役者一家である。
2017年5月、東京・歌舞伎座、『七世尾上梅幸二十三回忌・十七世市村羽左衛門十七回忌追善　團菊祭五月大歌舞伎』昼の部「新皿屋舗月雨暈　魚屋宗五郎 」にて、酒屋丁稚与吉役を本名・寺嶋眞秀の名で初お目見得。
2023年2月7日、同年の『團菊祭五月大歌舞伎』に於いて初代尾上眞秀を名乗ることをフランス大使公邸にて発表。全体稽古が行われた同年4月28日より、これまでの活動名（本名）から、尾上眞秀の芸名に改めた。
2023年5月2日より、歌舞伎座、『歌舞伎座新開場十周年　團菊祭五月大歌舞伎』昼の部「音菊眞秀若武者（おとにきく まことのわかむしゃ）　岩見重太郎狒々退治」にて、主演・岩見重太郎役で新設された歌舞伎役者の名跡・尾上眞秀を名のって初舞台を踏み、歌舞伎役者としてのキャリアを正式にスタートさせた。
なお、父親が外国人で2ヶ国の血筋を持つハーフの歌舞伎役者は十五代目 市村羽左衛門に続き、歌舞伎史上2人目となる。
2023年5月のインタビューでは「自分に子供ができて、いつか死んで。それでも尾上眞秀が受け継がれれば」と歌舞伎の未来を担うことを語った。
6歳の頃に出演したトーク番組で明かされた国際色豊かな家庭のエピソードでは、眞秀は父・ローランとはフランス語、母・寺島しのぶとは日本語で会話し、ローランとしのぶ夫妻は英語で話す。眞秀はこの3ヶ国語を理解している。つまり眞秀はトライリンガルとの事である。

## 受賞歴
- 国立劇場特別賞
  - 2019年1月『姫路城音菊礎石』の福寿狐
  - 2024年1月『勢獅子門出初台』の手古舞おひで及び若い者新吉[19]

## 出演

### 歌舞伎
- 歌舞伎座『團菊祭五月大歌舞伎 魚屋宗五郎』（2017年） - 酒屋丁稚与吉 役[2][8]
- 歌舞伎座『團菊祭五月大歌舞伎 弁天娘女男白浪』（2018年） - 丁稚長松 役
- 国立劇場歌舞伎『通し狂言 姫路城音菊礎石』（2019年） - 福寿狐 役
- 歌舞伎座『近江源氏先陣館 盛綱陣屋』（2019年） - 盛綱一子小三郎 役
- 歌舞伎座『源平布引滝 実盛物語』（2019年） - 太郎吉 役
- 歌舞伎座『人情噺文七元結』（2020年） - 小じょくお豆 役
- 歌舞伎座『於染久松色読販』（2021年）- 丁稚長太 役
- 歌舞伎座『七月大歌舞伎 通し狂言 當世流小栗判官（とうりゅうおぐりはんがん）』[20]（2022年）- 遊行上人弟子一眞 役[21]
- 歌舞伎座『 歌舞伎座新開場十周年 團菊祭五月大歌舞伎 音菊眞秀若武者（おとにきくまことのわかむしゃ）岩見重太郎狒々退治』（2023年） - 岩見重太郎 役 ※初代 尾上眞秀初舞台[22][23]

### テレビ番組
- 寺島しのぶと眞秀君 奮闘記（BS日テレ）
  - はらはらドキドキ！　寺島しのぶと4歳眞秀君奮闘記！　〜僕、歌舞伎に挑戦します〜（2017年5月14日(日)21:00 - 22:30[24][25]）
  - 寺島しのぶと眞秀君　奮闘記・2018〜母と息子の成長物語〜（初回放送：2018年7月14日(土)19:00 - 20:54，再放送：2019年10月12日(土)[26]）
  - 寺島しのぶと眞秀君　奮闘記・2019〜舞台に稽古に大忙し〜（初回放送：2019年10月13日(日) 19:00 - 20:54，再放送：2021年10月16日(土)[27][28]）
  - 寺島しのぶと眞秀君奮闘記2021　〜ただいま9歳 好奇心のかたまりだ！〜（2021年10月16日(土)19:00 - 20:54[29]）
- おしゃれイズム（2017年3月26日、日本テレビ[30]）
- 徹子の部屋（テレビ朝日）
  - 2017年5月5日(金)，2022年11月3日(木) - 母・寺島しのぶと共に「寺島しのぶ＆寺嶋眞秀親子」として[31][32]
  - 徹子の部屋 45周年突入SP（2020年4月2日(木) 19:00 - 21:48[33]）
  - 2023年5月1日(月) - 尾上眞秀として単独出演[34][35]
- 1億人の大質問!?笑ってコラえて!（2017年5月10日、日本テレビ）
- サワコの朝（2019年4月6日、毎日放送・TBSテレビ[36][18]）
- ママへの伝言 Smile Cafe（2020年3月13日、日本テレビ）
- アナザースカイII（2021年1月8日、日本テレビ）
- 逃走中 〜こどもの日4時間SP〜（2021年5月5日、フジテレビ[37]）
- DRAGON CHEF 2021 ザ・プレミアム・モルツ presents（2021年7月4日、朝日放送・テレビ朝日[38]）
- 情熱大陸（2023年10月8日、毎日放送） - 母・寺島しのぶの回に出演

### テレビドラマ
- ユニコーンに乗って（2022年7月5日 - 9月6日、TBS） - 羽田玲央 役[39]
- PICU 小児集中治療室 第8話 - 第10話（2022年11月28日・12月5日・12月12日、フジテレビ） - 後藤光 役[40]
- NHK大河ドラマ どうする家康 第13話 - （2023年、NHK総合） - 徳川信康（幼少期） 役[41][42]
- 風のふく島 第8話（2025年3月1日、テレビ東京） - 大平とも 役[43]

### 配信ドラマ
- 姪のメイ　冬キャンプ編（2024年3月18日 - 3月20日、テレビ東京） - 大平とも 役

### 映画
- 港のひかり（2025年11月21日公開予定） - 幸太 役[44]

### 吹き替え
- ソニック・ザ・ムービー（2020年） - ベビーソニック 役[45]

### CM
- オービィ横浜（2019年7月[46][47] - 2020年12月31日[注 2]）　※初CM出演
- 花王「クイックル Joan」（2019年11月22日[48][49] - 2021年5月31日[注 3]）

### モデル活動
- 子供服ブランド「Bonpoint」2019年春夏コレクション（2018年7月4日） - フランスで行われたショーでランウェイデビュー[50]